# Idaea straminata
Idaea straminata là một loài bướm đêm thuộc họ Geometridae. Nó được tìm thấy ở châu Âu.
Loài này có sải cánh dài 28–33 mm. Con trưởng thành bay làm một đợt vào tháng 7 .
Ấu trùng ăn bồ công anh và đám cỏ.

## Hình ảnh

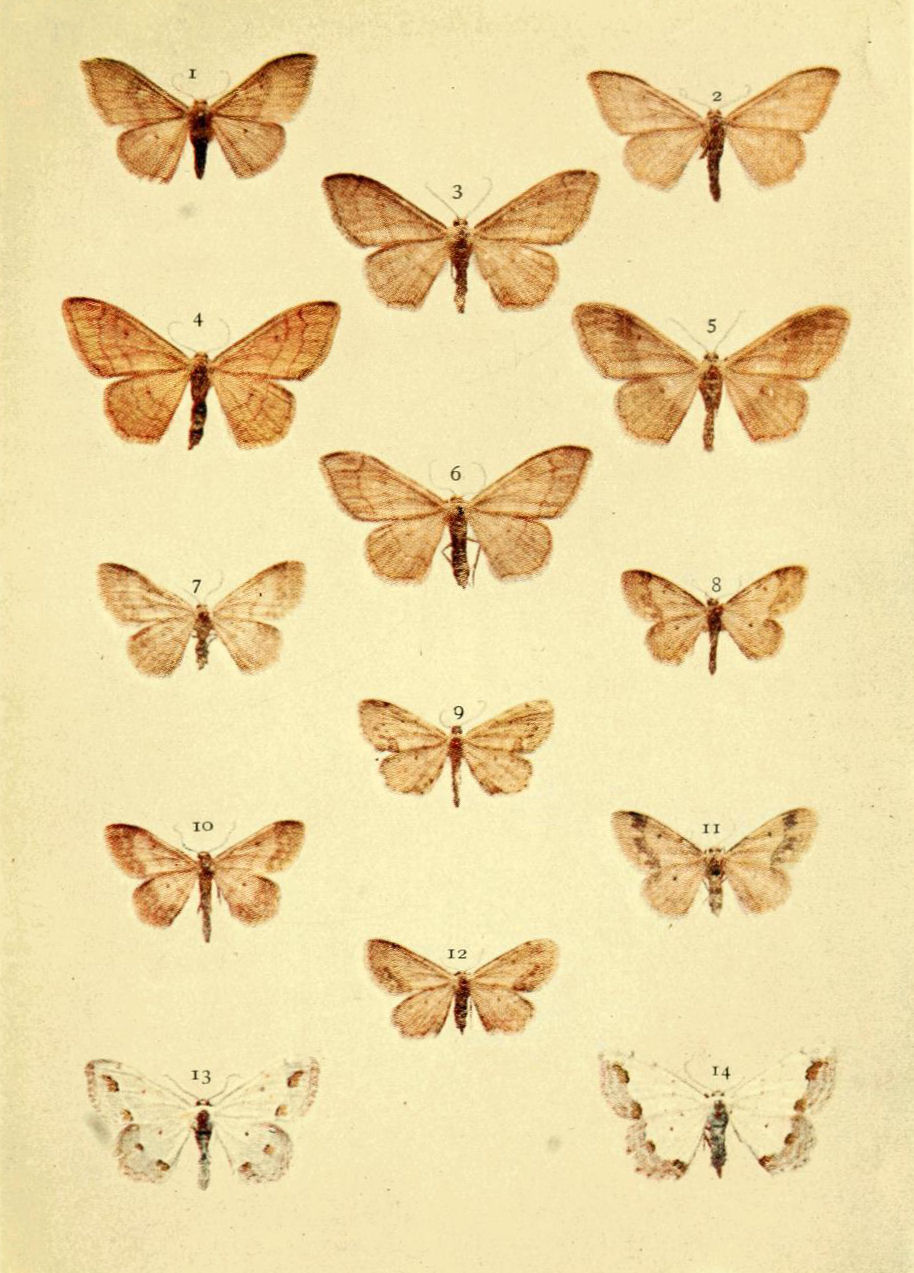
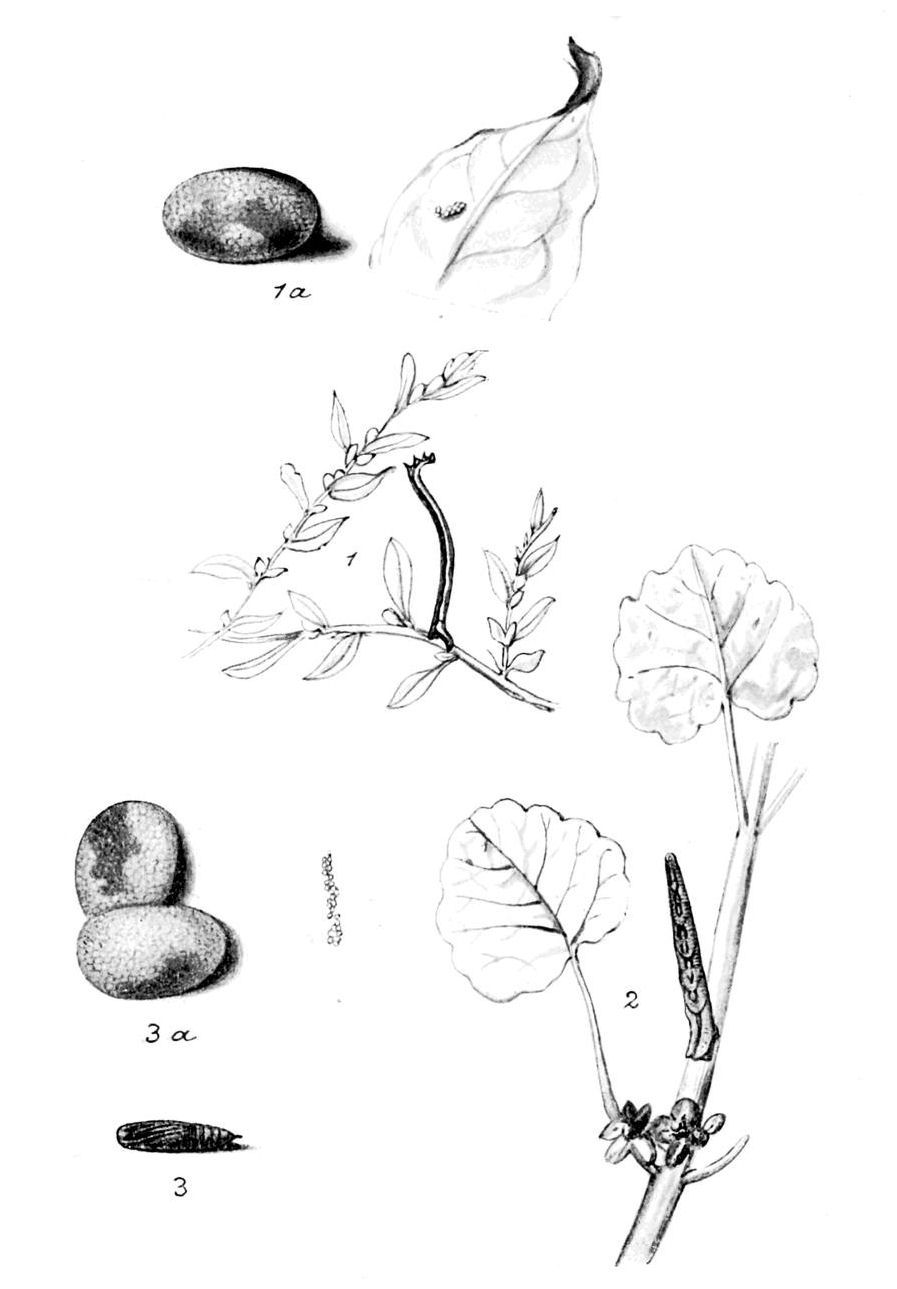